# Cortodera ciliata
Cortodera ciliata là một loài bọ cánh cứng trong họ Cerambycidae.